# Michael Howard
Michael Howard, baron Howard af Lympne CH PC QC (født 7. juli 1941 i Swansea, Wales) er en britisk politiker, der var leder af Det Konservative Parti fra november 2003 til december 2005. Tidligere har han været minister i Margaret Thatcher og John Majors regeringer. 
Howard, der har rumænsk-jødiske rødder, er uddannet i jura fra Cambridge University i 1964 og har efterfølgende arbejdet som advokat. 
Han blev i 1983 indvalgt i Underhuset for valgkredsen Folkestone and Hythe og blev undersekretær i handels- og industriministeriet i 1985. Efter valget i 1987 blev han kommuneminister, og i 1990 efterfulgte han Norman Fowler som arbejdsminister. Efter valget 1992 blev han miljøminister og i 1993 indenrigsminister, hvilket han var til valget i 1997. Som indenrigsminister havde han ansvaret for kriminalitetsbekæmpelse og markerede sig her som en hardliner. 
Efter Majors valgnederlag i 1997 blev Howard formandskandidat, men blev i første runde nr. 5 og valgte derfor at støtte William Hague. Derefter var han skyggeudenrigsminister frem til 1999, og fra 2001 til sin udnævnelse til partiformand i 2003 var han skyggefinansminister. Under valgkampen i 2005 forsøgte han at gøre indvandring og bedre offentlig service til et vigtigt emne. Partiet gik også frem, men ikke tilstrækkeligt til at besejre det regerende Labour-parti. Howard gik af som partileder straks efter valget og blev afløst af David Cameron.